# Holcocera lepidophaga
Holcocera lepidophaga é uma espécie de mariposa do gênero Holcocera pertencente à família Coleophoridae.